# Massif d'Ataun-Burunda
Le massif d'Ataun-Burunda est situé dans les Montagnes basques, dans la province du Guipuscoa et de la Navarre au Pays basque dans le Nord de l'Espagne.

## Sommets principaux
- Txaradigorri, 994 m 42° 56′ 53″ nord, 2° 06′ 02″ ouest (Navarre)
- Balankaleku, 985 m 42° 57′ 01″ nord, 2° 12′ 38″ ouest (entre le Guipuscoa et la Navarre)
- Irumugeta, 965 m 42° 56′ 31″ nord, 2° 07′ 02″ ouest (entre le Guipuscoa et la Navarre)
- Txaradigorri Occidental, 963 m 42° 56′ 54″ nord, 2° 06′ 18″ ouest (entre le Guipuscoa et la Navarre)
- Zelatamuño, 952 m 42° 56′ 42″ nord, 2° 06′ 45″ ouest (entre le Guipuscoa et la Navarre)
- Intsusburu, 945 m 42° 56′ 24″ nord, 2° 09′ 33″ ouest (entre le Guipuscoa et la Navarre)
- Argonitz, 936 m 42° 56′ 28″ nord, 2° 08′ 09″ ouest (entre le Guipuscoa et la Navarre)
- Beitzeta, 924 m 42° 56′ 27″ nord, 2° 07′ 49″ ouest (entre le Guipuscoa et la Navarre)
- Bentatxargañe, 923 m 42° 56′ 16″ nord, 2° 06′ 56″ ouest (Navarre)
- Muñaan, 911 m 42° 56′ 51″ nord, 2° 11′ 25″ ouest (entre le Guipuscoa et la Navarre)
- Igartza, 882 m 42° 56′ 08″ nord, 2° 10′ 34″ ouest (entre le Guipuscoa et la Navarre)
- Intzetako Gaña, 873 m 42° 56′ 03″ nord, 2° 10′ 55″ ouest (Navarre)
- Aasko, 835 m 42° 57′ 24″ nord, 2° 06′ 10″ ouest (entre le Guipuscoa et la Navarre)
- Fagamendi, 814 m 42° 55′ 57″ nord, 2° 05′ 35″ ouest (Navarre)
- Arbotonaundi, 807 m 42° 55′ 46″ nord, 2° 10′ 52″ ouest (Navarre)
- Arbotontxiki, 796 m 42° 55′ 43″ nord, 2° 11′ 01″ ouest (Navarre)
- Aizkaiako haitza , 788 m 42° 55′ 34″ nord, 2° 10′ 29″ ouest (Navarre)
- Maitzegur, 782 m 42° 55′ 55″ nord, 2° 05′ 09″ ouest (Navarre)
- Musarrako haitza , 779 m 42° 55′ 43″ nord, 2° 10′ 28″ ouest (Navarre)
- Gañaundi, 767 m 42° 55′ 53″ nord, 2° 04′ 44″ ouest (Navarre)
- Auntzetako harri, 756 m 42° 55′ 29″ nord, 2° 11′ 09″ ouest (Navarre)
- Sarabeko Haitza, 734 m 42° 55′ 23″ nord, 2° 08′ 34″ ouest (Navarre)
- Eguberako harri, 732 m 42° 54′ 34″ nord, 2° 11′ 49″ ouest (Navarre)
- Ikalabeta, 692 m 42° 54′ 35″ nord, 2° 06′ 25″ ouest (Navarre)
- Laieneko Haitza, 685 m 42° 54′ 59″ nord, 2° 08′ 49″ ouest (Navarre)
- Otsagiko Punta, 661 m 42° 54′ 35″ nord, 2° 07′ 07″ ouest (Navarre)
- Galartza, 645 m 42° 54′ 33″ nord, 2° 08′ 04″ ouest (Navarre)
- Murgil, 587 m 42° 54′ 26″ nord, 2° 10′ 29″ ouest (Navarre)